# Xu Hongzhi
Xu Hongzhi est un patineur de vitesse sur piste courte chinois.

## Carrière
En 2012, il remporte la médaille de bronze aux Jeux olympiques de la jeunesse d'hiver de 2012 au 500 mètres et au 1000 mètres. Il remporte l'argent au relais.
En 2015, aux Championnats du monde, il remporte le relais 5000 mètres avec l'équipe chinoise.
En novembre 2017, à la dernière manche de la coupe du monde de patinage de vitesse sur piste courte 2017-2018, qui sert de qualification aux épreuves de patinage de vitesse sur piste courte aux Jeux olympiques de 2018, il arrive en sixième position du 1000 mètres. Avec l'équipe de Chine, il arrive deuxième à la première manche de la saison et troisième à la troisième manche, à Shanghai.